# Kalamúni offenzíva (2015. május–június)
A 2015. május–júniusi kalamúni offenzíva a szíriai polgárháború egyik offenzívája volt, melyet az iráni támogatású Hezbollah indított, és a Szír Hadsereg támogatott. az al-Nuszra Front és a szír ellenzék egyéb más részei ellen, akik jelen voltak a Kalamún régióban..

## Előzmények
2013. november közepén a szír hadsereg a Hezbollah támogatásával támadást indított a felkelők kezén lévő Kalamún-hegység ellen. Így akarta elvágni a felkelők Libanonból Damaszkuszba vezető utánpótlási útvonalát. A felkelők a stratégiai fontosságú területet a főváros, Damaszkusz körüli hadműveletei utánpótlási útvonalához használta. A csatát a felkelők oldaláról nagyrészt az al-Nuszra Front vezette. 2014. április végén a felkelők utolsó környékbeli erődítménye is a Szír hadsereg kezére jutott, így biztosítani tudták a környék összes városát. 3000 gerillaharcos azonban a hegységben maradt, ahonnét időnként rajtaütésszerű támadásokat indítottak.
2014. június-augusztus között a szír kormány egy újabb támadást indított a felkelők ellen, mikoris sikeresen bekerítették őket. A következő hónapokban az al-Nuszra Front, valamint az ISIL megvetette a lábát a göröngyös területen. A Szabad Szíriai hadsereg több mint 20 részlegének összevonásával megalakult a Nyugat-kalamúni Gyülekezet, év végén pedig hat kelet-kalamúni csoport összevonásával létrejött a Mudzsahedin Sura Tanács. Ezzel egyidőben az ISIL újabb csapatai érkeztek meg a térségbe, így létszámuk több száz fővel meghaladta az ott állomásozó FSA-egységek méretét. Tovább erősödött a helyi ISIL, létszámuk már az 1000 főt is elérte. Az al-Nusra 600 milicistát állomásoztatott a régióban, így szövetségre kellett lépniük az Iszlám Állammal.

## Az offenzíva

### Kezdetek
2015. március 25-28. között a Szír Hadsereg és a Hezbollah Flitah közelében két, Zabadáni környékén pedig számos hegyet elfoglalt. A harcokban 30 felkelő esett el. A libanoni hadsereg Arszál külterületein több posztot is elfoglalt a dzsihadistáktól. Április 3-ig a Szír hadsereg három irányból vette körbe Zabadánit, biztosította a városba keletről és nyugatról beérkező útvonalakat, és viszonylag szétbomlasztotta az ellenálló felkelőket. 50, a felkelők megsegítésére ékező al-nuszra frontos harcost akkor öltek meg, mikor megpróbáltak a kordonon átjutni.
Április közepén a felkelők elfoglalták az egyik, addig a Hezbollah kezén lévő, Flitara rálátást biztosító stratégiai hegyet. Ekkor a Hezbollah már régóta egy Kalamún ellen indítandó döntő fontosságú háború indítását tervezte. Eközben a felkelők azon voltak, hogy egyesítsék a különböző felkelői csoportokat, hogy így nagyobb eséllyel foglalják vissza Kalamún régióját. az ISIL és az al-Nuszra Front azonban még mindig azon versengett, hogy minél több települést nyerjen meg a maga számára Arszál környékén. A Zabadániban, annak környékén, valamint a Libanon.ellenes hegyekben lévő felkelők pedig egyre inkább átálltak védekezőből támadó felfogásra. Árkokat, barlangokat, alagutakat ástak, bunkereket és barikádokat építettek, ezzel készülve egy tavaszra várt támadásra.

### A hadművelet kezdete
Május 4-én korán az al-Nuszra font és a vele szövetséges iszlamista egységek megelőző csapást mértek a Szír Arab hadsereg és a Hezbollah ellen, akiknek másnapra több állását is elfoglalták. A támadás fő célja az Assal al-Ward közelében lévő ellenőrző pont elfoglalása volt. Ugyanakkor a Hezbollah rátámadt Tfil közelében az al-Nuszra front egyik konvojára, ahol 15 ember meghalt, 30 pedig megsebesült.
Május 6-án reggel Assal al-Ward közelében a libanoni határ mellett heves tűzharc tört ki. Másnap a Hezbollah több kisebb támadást indított a határ libanoni oldaláról, miközben a Szír Hadsereg a határ szír feléről indított hadműveleteket. Két nappal azután, hogy a harcok kiújultak Assad al-Wardnál, a szír hadsereg több olyan hegytetőt is elfoglalt, ahonnét kilátás nyílt Assal al-Wardra. Eközben egy tucatnyi felkelővel végeztek, és így tudták garantálni a város védelmét. A Hezbollah Assal al-Wardból tovább haladó csoportjai csatlakoztak a libanoni Brital falu körüli területről induló felkelőkhöz. Ráadásul a Zabadánibnban lécvő felkelőket a kormány seregei elszeparálták a hegységben rejtőzőktől, így elvágták a logisztikai vonalaikat, és mindkét csapatot külön-külön leblokkolták.
Május 9-én az egyik katonai forrás azt állította, a hadsereg Jour Al-‘Anib környékén három falut elfoglalt.
A Hezbollah előretörése miatt a felkelők siettükben hagyták el a táboraikat, és fűszerekkel, gyógyszerekkel volt tele a régi szálláshelyük utánuk. A hírek szerint több ezer menekült indult meg a libanoni Arszál irányába, azelőtt pedig Ras al-Maara külvárosába húzódtak vissza. A visszavonuló militánsok a jelentések szerint 150 nehéztüzérségi (12,7-23 mm kaliberű) fegyvert és 3,5-5 kilométeres hatótávolságú tankelhárító rakétákat hagytak hátra. Egy, az al-Nusztrával és az ISIL-lel is kapcsolatokat fenntartó szalafista sejk szerint a gyors összeomlás és a 2000 harcos meghátrálásának hátterében „a közvetlen harcokban szerzett hatékony tapasztalatok hiánya” húzódott meg.
Május 11-én a hadsereg és a Hezbollah elfoglalta a Juba melletti Al-Barouh hegyet, így a falu teljes környezetét ők uralták már.Ezután tűz alá vették Ma’br Al-Kharbah határátkelőjét. Mindezen felül kormányzati hírek szerint a hadsereg öt kisebb falut is elfoglalt a régióban. A Hezbollah előretörését az ellenzékibarát Szír Emberi Jogi Megfigyelő Csoport, az SOHR is megerősítette.
Az elmúlt hetek harcai ellenére a mindent eldöntő csata a jelentések szerint még váratott magára, többek szerint erre a hónap második felében kerülhet sor. Az ISIL hat kilométerre megközelítette Arszált, de még nem csatlakozott a harcokhoz. A jelentések szerint azonban az iraki parancsnokok már a helyszínre érkeztek, hogy felkészülhessenek a Hezbollahhal vívandó ütközetre.
Május 12-én az al-Nuszra Font és szövetségesei megfogadták, hogy megsemmisítik a Kalamún-hegységben lévő ISIL-erőket, miután állítólag az ISIL több szövetségesét is elárulta, és megtámadta őket a határsávban. Ezen felül a felkelők útvonalait is megbénította. Mario Abou Zeid, a bejrúti Carnegie Közel-kelti Központ munkatársa szerint a szír hírszerzés beépült a kalamúni ISIL-erőkbe, hogy rajtuk keresztül keltsen viszályt köztük és az FSA között. Így akarták őket a fő csatától távol tartani.
Eközben a Hezbollah több területet is megszerzett Ras al-Maara és a libanoni Nahleh között. Eközben meg nem nevezett drónokat is bevetettek. Az SOHR szerint május 11-12-én a Kalamún-hegységben nyolc Hezbollah-harcost öltek meg. A visszavonuló felkelők magasabb hegycsúcsok környékén, Tallat Mussa körül összpontosultak. A napközbeni köd és zápor miatt a harcok intenzitása aznap alacsonyabb volt.

### Tallat Mussa elfoglalása
Május 13-án a Szír Hadsereg és a Hezbollah megszerezte Tallat Mussa teljes ellenőrzését. Ezelőtt az Al-Juba, Ras al-Maara és Assal al-Ward közötti átjárót foglalták el, hol heves tüzérségi és fegyveres harcok folytak, melyekben a felkelők kilenc állását szerezték meg. Korábban a hadsereg a Hezbollah támogatásával a Ras al-Maara körüli területek felét megszerezte, és tovább vonult a Tallat Mussaval összeköttetésben lévő Jabal al-Barouh felé. A megmaradt felkelőket Arszál felé nyomták vissza. Tallat Mussa megtámadásának éjszakáján a hőmérséklet nulla fokig is lement, és esett, havazott. Mielőtt a Szír Hadsereg elérte volna a hegy tetejét, heves rakétatámadással és orvlövészek célzásaival kellett megküzdeniük. Az SOHR szerint a harcokban 36 felkelőt, a Hezbollah 18 tagját aés a Nemzeti Védelmi erők 13 harcosát ölték meg. A libanoni biztonsági források beszámolói szerint a felkelők oldaláról 53, a Hezbollah csapataiból 4 ember halt meg. A hegycsúcs elfoglalása Elijah J. Magnier szerint egy hosszú fegyveres csata kezdetét jelentette.A Szír Hadsereg a jelentések szerint ezen felül elfoglalta al-Jerafah, Sin al-Sakhrey, al-Reya, Ouqbet al-Faseh hegyeit és Ras al-Maara összes pusztáját.

### Harc a Jubbah-magaslatokért és Tal Thaljahért
Másnap reggel a Hezbollah átfésülte Tallat Mussa környékét, hogy maradt-e valahol még felkelő. Ezzel elérkezett az offenzíva utolsó szakasza. A Hezbollah Jabal al-Barouhnál milicistákkal csapott össze, miközben elfoglalta az al-Marra-Arsal határátkelőt, az utolsó útvonalat, melyen keresztül Kalamún és Libanon között lehetett közlekedni. Ezen kívül megszerezte az Arszálra és Youninra kilátást biztosító Dahr al-Hawa hegyet. Az SAA és az NDF megtámadta a Junbbah-fennsík felől érkező utánpótlását az al-Nuszrának. Az al-Nuszra Front és az ISIL tűzpárbajba keveredtek a határ libanoni oldalán, mikor az ISIL megpróbálta megszerezni az Aal-Nuszra állásait al-Zamaraniban és Wadi Ajramban. Az első támadást még sikeresen visszaverték, de este az iszlamisták újabb támadásba kezdtek. Ezt is visszaverték. Ezután az ISIL észak felé visszavonult.
Május 15-én a Hezbollah elfoglalta Jabal al-Barouht. Miután a Hezbollah az SAA és az NDF támogatásával elfoglalta Ras Al-Marra pusztáit, az al-Nuszra Front itteni frontvonalai összeomlottak. Ezen felül még Jabal Al-‘Arteezt is elfoglalták. Másnapra meghirdették Hassan Nasrallah, a Hezbollah vezetője másnap győzelmi beszédet tart, ahol bejelenti az offenzíva végét.
Május 16-án Nasrallah azt mondta, a Hezbollah ki tudta űzni a felkelőket Kalamúnból, de a harcok tovább folynak, mivel az ellenzéki csapatok néhány helyen még vissza tudtak szivárogni. Aznap, miután elérték a mélypontot, az al-Nuszra megtámadta és bevette Ras al-Marra határátkelőjét. Innét tovább haladtak, és tűz alá vették Tallat Mussat. Ezt a támadást viszont visszaverték.
Másnap a Szír hadsereg és a Hezbollah seregei Arszál keleti oldalán elérték al-Fakhte térségét, miközben a felkelők a Jubbah-fennsíkon megszerzett posztjaik megerősítésével voltak elfoglalva. A következő napokban megtörténő támadásra készültek. Arszál környékén a libanoni hadsereg is tűz alá vett felkelői állásokat, hogy így akadályozzon meg leendő támadásokat. Ekkoriban egyre nőttek azon aggodalmak, melyek szerint a Fitaból és Ras al-maaraból kivonult seregek Arszálnál gyűlnének össze.
Május 19-én az SAA és a Hezbollah elfoglalta a Fita és Arszál közötti, egy hete az al-Nuszra által megszállt határátkelőt. A sikert követően a kormány seregei nekiálltak a magas szinten védett Jubbah-felföldet érintő támadás előkészítésének. A Hezbollah által üzemeltetett Al-Manar TV szerint az offenzívában Flita környékén 40 felkelői bázist és négy irányító központot megsemmisített. Május 20-n a Szír Hadsereg és a Hezbollah több hegycsúcsot is elfoglalt Flita déli külső kerületeiben.A felkelők közül egyesek Arszál, mások Jarajeer felé menekült.
Május 21-én a hadsereg és a Hezbollah tovább haladt, egyre több csúcsot foglaltak el, majd az al-Nuszra Frontot egyre kisebb hegyvidéki területre kényszerítették. Kalamún régiójában a határátkelők ekkor már ismét a hadsereg kezén voltak. A felkelők által megszerzett területek 40%-át is visszaszerezték. Az Al-Manar két nappal később már arról számolt be, hogy a Sadr al-Bustan hegycsúcs is a hadsereg valamint a Hezbollah ellenőrzése alá került.
Május 25-én, miután az al-Nuszra sikertelen ellentámadást indított az előretörő szír seregekkel szemben, a Hezbollah és az 1. Fegyveres Osztag 20. és 128. dandárjai elfoglalták a nyugati Tal Thaljah hegyeket. Ez volt a libanoni szervezet legvéresebb csatája, mivel a rossz időjárási viszonyok miatt légi fedezet nélkül kellett a hegynek felfelé haladva harcolniuk, és eközben hat emberüket elvesztették. Ezzel a sikerrel a kormány már majdnem teljes egészében ellenőrzése alatt tudhatta a Kalamún-hegység szír-libanoni határ szír oldalára eső területeit. Így offenzívájukat befejezettnek tekintették. Eztán a Szír Hadsereg és a Hezbollah átcsoportosította a csapataikat délnyugatra, Zábdáni környékére. Május 29-én a kormánypárti Al-Masdar News arról számolt be, hogy a Szír Hadsereg és a Hezbollah visszafoglalta a Kalamún-hegység 90%-át, a fennmaradó 10% pedig libanoni területekhez tartozik, és az ISIL ellenőrzése alatt áll.

### A Hezbollah előretört Arszál, Flita és Jarajeer környékén
Május 30-án felélénkültek az összecsapások a Szír Hadsereg és a Nemzetvédelmi Erők által támogatott Hezbollah és a hegységben megbúvó felkelők között.
Június 3-án a hírek szerint a Hezbollah három, Arszáltól keletre fekvő hegycsúcsot elfoglalt, és tovább haladtak egy stratégiai hegycsúcs felé. Négy nappal később a Szír Hadsereg és a Hezbollah Flita környékén és Kalaún nyugati határában szerzett meg területeket, és több stratégiai fontosságú helyet is elfoglalt, a felkelőket pedig kiűzték Flita környékéről. Kormányerők elfoglalták a Flitat Arszállal összekötő Al-Hamra-Qusair kereszteződést. A visszavonuló felkelőket az ISIL által ellenőrzött területekre irányították. Ezalatt a jelentések szerint a Hezbollah több hegycsúcsot is elfoglalt Arszál külvárosaiban, az al-Nuszra Front pedig egy szíriai menekülttáborba illetve Wadi al-Hosnban egy kalandparkba vonult vissza. A Szír Hadsereg és a Hezbollah előretörése a sziklás területen másnap is folytatódott. Ekkor foglalták el a Qurnah Shab’ahban Jarajeerre néző stratégiai hegycsúcsot. Ekkor létszámban már felülmúlták a Wadi Al-Khashiyahba visszavonuló felkelőket, így ki tudták őket szorítani a Jaroud Jarajeer völgyéből.
Június 9-én a harcok megkezdése óta első alkalommal a Hezbollah összeütközésbe került az ISIL harcosaival. A harcok korán reggel kezdődtek, mikor az ISIL meglepetésszerű támadást hajtott végre a Hezbollah posztjai ellen Ras Baalbek külvárosaiban. 48 militánst és a Hezollah nyolc tagját megölték. Másnap a Nasrallah azt jelentette, hogy az al-Nuszra Front legyőzése és az ISIL-lel történt összecsapások megkezdése óta a hegység túlnyomó többsége felett a Szír Hadsereg és a Hezbolah uralja az irányítást. Aznap a Hezbollah további, többségében műveletlen területeket szerzett meg az al-Nuszra fronttól a Kalamún-hegységben, specifically towards the outskirts of Jarajeer, miközben kilenc milicistát megöltek.
Június 13-ra az al-Nuszra Front seregeit Arszál külvárosainál körbe kerítették. A harcok Jarajeer közelében folytatódtak, ahol a Hezbollah elfoglalta a Shmeis al-Hsan magaslatokat. Június 16-ra a libanoni párt biztosította Tallet Ras Al-Kosh és Qornat Ras Al-Shabah területét Jarajeer külvárosaiban. Ezek voltak a felkelők kezén lévő utolsó hegyek a környéken.
Június 21-re véget ért a Kalamúni-hegységben vívott háború, már csak kis rész maradt a felkelők ellenőrzése alatt. Jaroud Qarah környéke a szír oldalon és Arszál pusztája a libanoni részen még mindig az ISIL és az al-Nuszra Front kezén maradt. A harcok végeztével a Szír Hadsereg és a Hezbollah seregeit átcsoportosították a Zabadáni környéki területekre.

## Következmények
Június 23-án a Szír Hadsereg 3. Fegyveres Osztagának 20. és 120. Dandárja a Hezbollahhal és az NDF-fel összehangoltan behatolt Jaroud Qarah körzetébe, és támadást mert az ISIL védelmi rendszere ellen. Ez volt a Kalamún-hegység szír részén az utolsó ISIL-álláspont.
Július 4-én a Szír Hadsereg és a Hezbollah megtámadta Zabadánit, július 15-re pedig már a város központjáig hatoltak, amikorra lényegében bekerítették az ott maradt felkelői seregeket.
Szeptember 24-én a harcoló felek tűzszünetet kötöttek, melynek értelmében a felkelőknek hat hónap alatt ki kell vonulniuk Zabadániból, és minden nehéztüzérségi fegyverzetet le kell adniuk.A megállapodás betartását az ENSZ damaszkuszi kirendeltsége ellenőrzi.
A tűzszünet után az SAA és a Hezbollah a Kalamún-hegység más, mg mindig a felkelők kezén lévő területek felé vették az irányt, nevezetesen Kalamún déli részén egy kis földszelet felé Jaroud Rankousban és Kalamún északi részén Jaroud Qarah környékén egy nagyobb kiterjedésű régió felé. A Hezbollah a libanoni határon fekvő Arszál visszafoglalásában vette ki a részét. Az al-Nuszra Front és az ISIL innét jelentős mennyiségű utánpótlást kapott a harcok alatt.

## Stratégiai elemzés
Sami Nader, a libanoni Szent József egyetem politológia professzora ezt mondta a harcokba történő iráni és libanoni beavatkozásról: "hatalmas szükségük van egy sikere, hogy azzal ellensúlyozzák ki a veszteségeiket. E kell adniuk a sikerességeiket, hogy ezekkel igazolják a folyamatos harcokat és a szíriai jelenlétüket.” Hozzátette, hogy „a kalamúni offenzíva sokkal inkább egy a médiának szóló hadművelet, semmint egy a harcmezőkön megvívott valódi csata." A Hezbollah médiakapcsolatokért felelős vezetője. Mohammed Afif a kalamúni harcról ezt mondta: "első ránézésre ez egy médiacsata volt.” Ez volt az első alkalom, hogy a nyugati média olyan képviselői is beszámoltak a Hezbollah offenzívájáról, mint a CNN, a BBC News, a The New York Times vagy például a The Wall Street Journal.
Nick Blanford szerző, a Hezbollah elemzője azt mondta, a Hezbollahnak meg kellett mutatnia, hogy "ez nem a mi Vietnamunk. Ezt a háborút megnyerjük. Libanon határait megvédjük." Végül arra a megállapításra jutott, hogy a Hezbollah már nem elegendő háttértámogatás a kormány számára. A Közel-Keleti Politika Washingtoni Intézete is egyetértett a jelentéssel, mikor azt mondták. "még [Aszád] fejlett síita támogatói sem lesznek elegek ahhoz, hogy a háború által felszínre hozott demográfiai hátrányok ellenére is meg tudják őrizni hatalmát. In the opinion of Jeffrey White from WINEP, the Syrian Arab Army played a strictly supportive role in the fighting.

## Reakciók

### Külföldi reakciók
- Irán – Ali Hámenej ajatollah legfelsőbb vezető külpolitikai tanácsadója, Ali Akbar Velayati azt mondta: "Büszkeség és megelégedettség tölt el bennünket ezekben a napokban, mikor látjuk, hogy a bátor libanoni ellenállás (a Hezbollah) nagy sikereket és kiváló győzelmeket ért el a bátor szír hadsereg oldalán. " "Reményeink szerint ez majd erősítő az ellenállás szövetségét, és nemcsak Szíriában és Iránban, hanem a teljes régióban."[108]

## Külső hivatkozások
- The battle for Qalamoun — An ongoing timeline of the fighting compiled by The Daily Star.